# バスケットボール女子アルゼンチン代表
バスケットボール女子アルゼンチン代表（Argentina women's national basketball team）は、アルゼンチンにおける女子バスケットボールナショナルチームである。

## 歴史
オリンピック出場はまだないが、女子バスケが五輪で採用される前は世界選手権の常連となっていた。
その後、世界選手権からも遠ざかるが、1998年に27年ぶり出場を果たし、4大会連続で出場している。
2009年アメリカ選手権では準優勝。ロンドン大会での初五輪が期待される。

## 主な国際大会成績

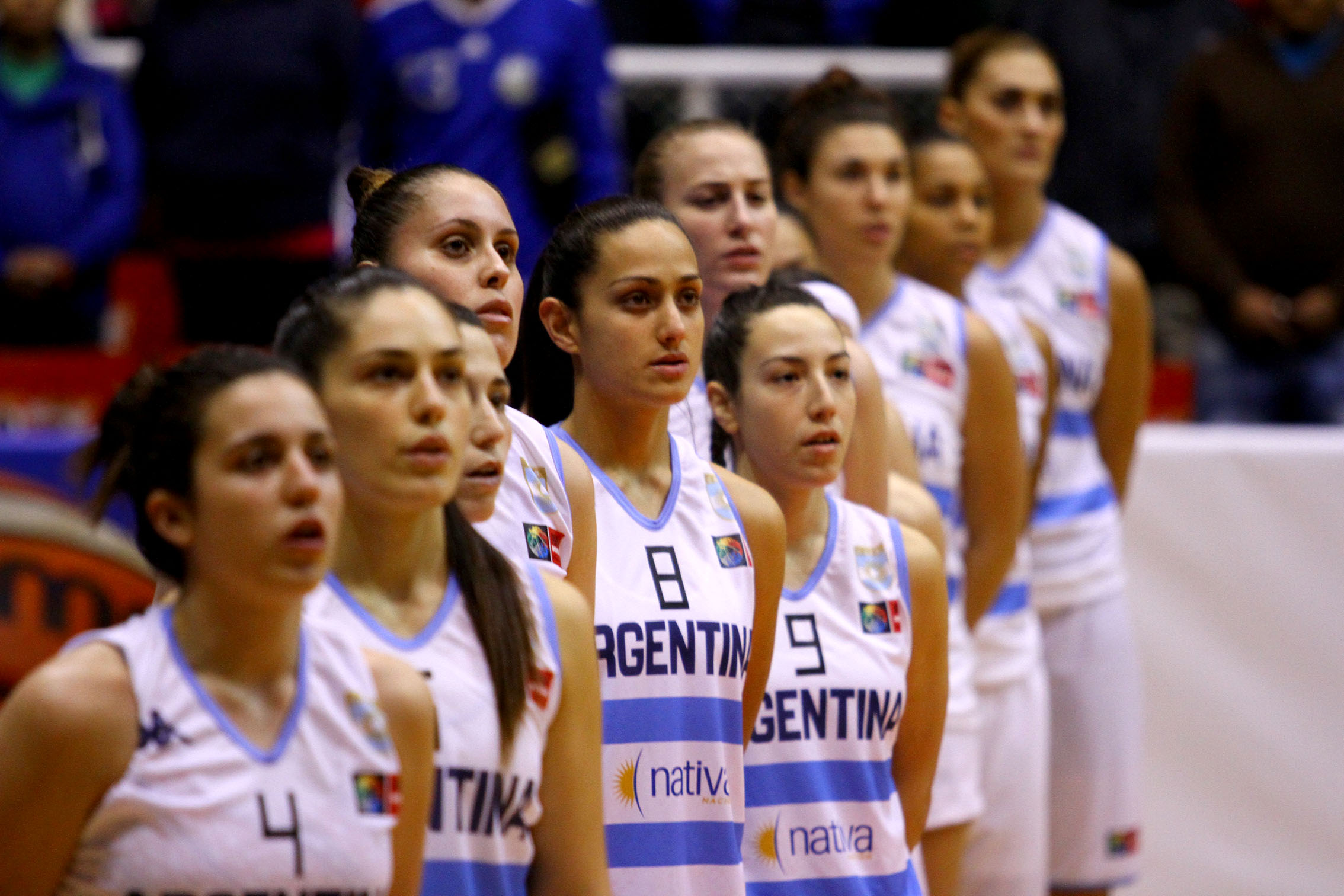

- 夏季オリンピック
  - 出場なし
- W杯
  - 1953年 － 6位
  - 1957年 － 9位
  - 1964年 － 13位
  - 1971年 － 11位
  - 1998年 － 15位
  - 2002年 － 10位
  - 2006年 － 9位
- アメリカ選手権